# Cardiochiles scapularis
Cardiochiles scapularis är en stekelart som beskrevs av Charles Thomas Brues 1926. Cardiochiles scapularis ingår i släktet Cardiochiles och familjen bracksteklar. Inga underarter finns listade.